# Margaritarie
Margaritarie (Margaritaria) je rod rostlin z čeledi smuteňovité (Phyllanthaceae). Jsou to převážně stromy s jednoduchými, střídavými, dvouřadě rozloženými listy a nenápadnými bezkorunnými květy v úžlabních klubkách. Plodem je tobolka. Semena jsou šířena ptáky, lákanými jejich barvou a kovovým leskem. Rod zahrnuje 13 nebo 14 druhů a je rozšířen v tropech všech kontinentů.
Některé druhy mají význam v domorodé medicíně.

## Popis
Margaritarie jsou stálezelené nebo opadavé, většinou dvoudomé stromy a keře s jednoduchými, střídavými, zpravidla dvouřadě rozloženými, krátce řapíkatými, celokrajnými listy se zpeřenou žilnatinou. Palisty bývají opadavé.
Jednopohlavné, bezkorunné, stopkaté květy jsou uspořádané v úžlabních klubkách, samičí mohou být i jednotlivé. Okvětí je složeno ze 4 kališních lístků. V květech je kruhovitý, někdy lehce laločnatý žláznatý disk. V samčích květech jsou 4 tyčinky s volnými nitkami.
Semeník v samičích květech je srostlý ze 3 až 4 (2 až 6) plodolistů a se stejným počtem komůrek obsahujících po 2 vajíčkách. Čnělky jsou volné nebo na bázi srostlé, na vrcholu dvouklané.
Plodem je více či méně kulovitá tobolka se zeleným, za zralosti nepravidelně pukajícím oplodím. Semena mají dužnaté, modře nebo purpurově zbarvené, lesklé vnější osemení.

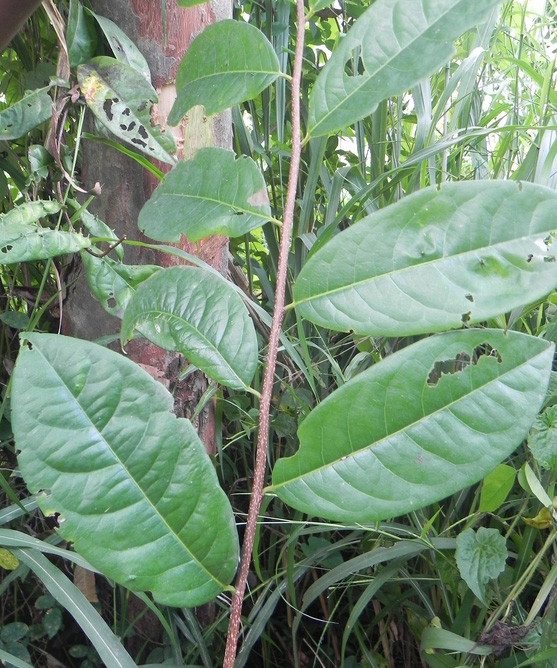
Olistění margaritarie indické (M. indica)
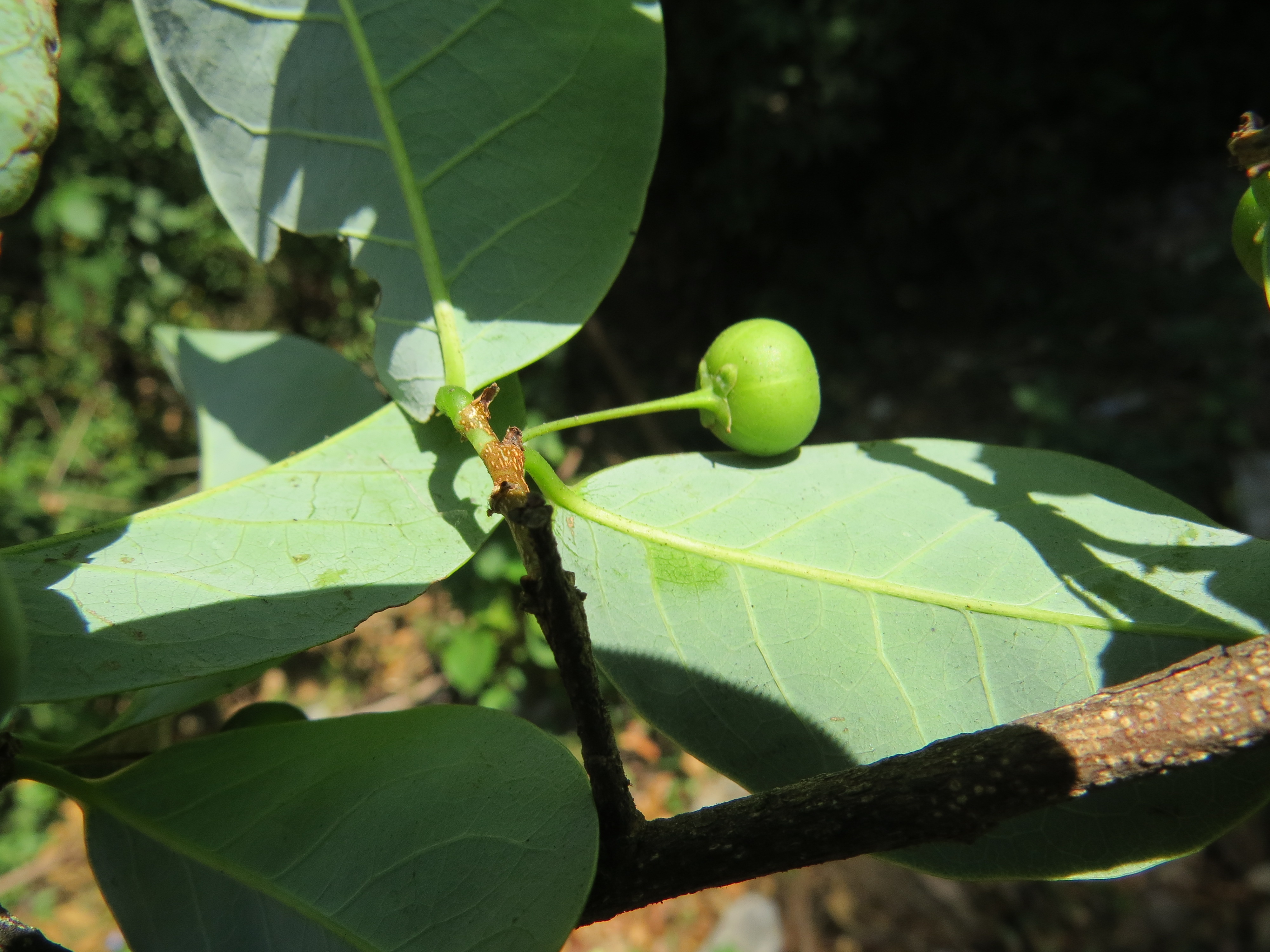
Nedozrálý plod margaritarie indické
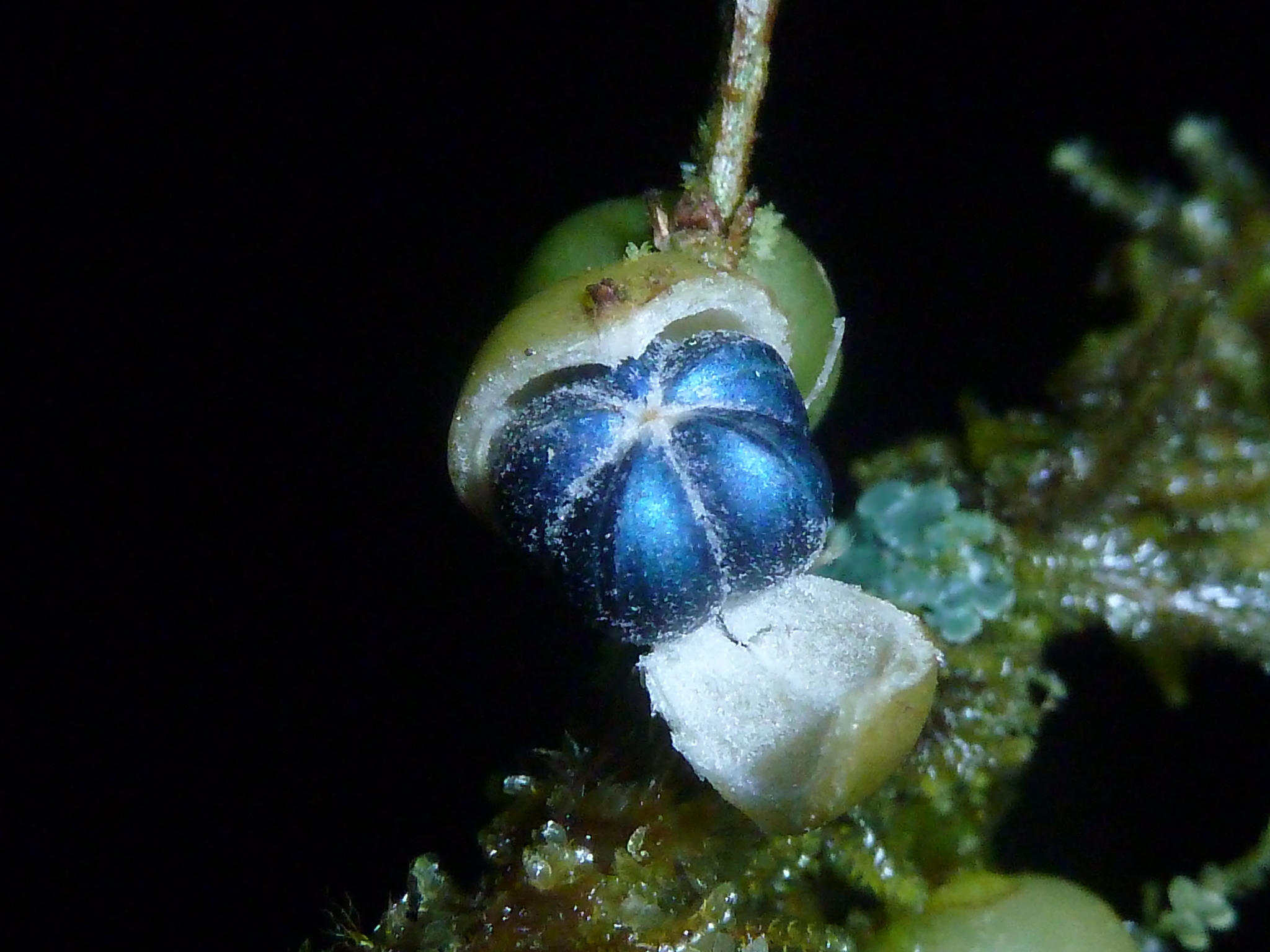
Otevřený plod Margaritaria nobilis

## Rozšíření
Rod margaritarie zahrnuje 13 nebo 14 druhů a je rozšířen s nestejnou četností v tropech všech kontinentů. Pouze několik z nich má rozsáhlejší areál: Margaritaria discoidea v tropické Africe, M. nobilis v tropické Americe a M. indica v tropické a subtropické Asii a severovýchodní Austrálii. Větší počet druhů je soustředěn v Karibiku (4 druhy, z toho 3 endemické) a na Madagaskaru (3 druhy).
Margaritarie zpravidla rostou rozptýleně v lesních porostech, kde stromovité druhy dosahují korunního patra.

## Ekologické interakce
Nenápadné zelenavé květy margaritarií vytvářejí nektar a jsou navštěvovány zejména mouchami. Semena mají nápadně zbarvené (sytě modré či purpurové) osemení s kovovým leskem a svým vzhledem přitahují plodožravé ptáky, kteří je rozšiřují.

## Taxonomie
Rod Margaritaria je v rámci čeledi Phyllanthaceae řazen do podčeledi Phyllanthoideae a tribu Phyllantheae.

## Zástupci
- margaritarie indická (Margaritaria indica)[6]

## Význam
Tvrdé dřevo margaritarií má vzhledem k jejich rozptýlenému výskytu jen omezený a lokální význam.
Některé druhy jsou využívány v místní a domorodé medicíně. Hořké kořeny Margaritaria anomala jsou na Madagaskaru považovány za nejlepší prostředek k léčbě impotence a aplikují se i při chronické zácpě. Rovněž kořeny Margaritaria decayana zde slouží jako stimulans a afrodiziakum a jsou využívány proti impotenci a senilitě. Kůra z kořenů africké Margaritaria discoidea má antimalarické účinky a podává se při horečnatých a zánětlivých onemocněních.